# Scardamia rectistrigata
Scardamia rectistrigata là một loài bướm đêm trong họ Geometridae.